# Mikulov
Mikulov é uma cidade checa localizada na região de Morávia do Sul, distrito de Břeclav‎.